# Võ Đang phái
Xem các nghĩa khác của Võ Đang tại bài định hướng Võ Đang
Võ Đang phái (chữ Hán: 武当派) (phiên âm latinh: Wutang Pai), còn có tên là Võ Đang quyền (Wutang chuan) hay Võ Đang Công phu (Wutang Kungfu), là môn phái võ thuật Trung Hoa xuất phát từ núi Võ Đang thuộc Tiêu Anh phủ, nằm giữa hai phần đất Giang Tây và Hà Nam. Sáng tổ là Trương Quân Bảo, đạo hiệu là Trương Tam Phong sống vào cuối đời nhà Nguyên và đầu đời nhà Minh. Mặc dù tục ngữ Trung Hoa có câu: "Thiên hạ công phu xuất Thiếu Lâm , song cũng lại có câu: "Bắc tôn Thiếu Lâm, Nam sùng Võ Đang". Điều này cho thấy vị thế của Võ Đang phái trong võ thuật Trung Hoa.

## Lịch sử hình thành
Trương Tam Phong, hay còn gọi là Trương Chân Nhân, tên lúc nhỏ là Trương Quân Bảo, tổ tiên gốc ở Long Hổ Sơn, tỉnh Giang Tây. Thuở nhỏ, ông theo học đạo Nho và đạo Lão. Từ nhỏ ông đã được mẹ gửi đi học võ tại chùa Thiếu Lâm. Nhưng trong thời gian học võ Trương Tam Phong đã có một số bất đồng với đồng môn nên đã bị tống cổ khỏi Thiếu Lâm. Nhờ bản tính thông minh hơn người, nên Trương Tam Phong đã tạo nên một loại võ công mới đó là Thái Cực Thần Công danh tiếng và xây dựng nên Võ Đang.
Thái Cực Thần Công là loại võ công lấy nhu chế cương, lấy tĩnh chế động, lấy yếu thắng mạnh. Đây là loại võ công sử dụng lực đánh của đối phương vào mình để đánh trả lại. Thái Cực Thần Công được chia làm hai loại là Thái cực kiếm và Thái cực quyền.
Về người đã sáng lập ra nội gia quyền Võ Đang là Trương Tam Phong thì có hai thuyết do người thời Bắc Tống (960-1127) và người đầu thời Minh (1368-1644) đặt ra. Về lai lịch Trương Tam Phong sáng tạo ra nội gia quyền cũng có hai thuyết.
Một thuyết bảo đêm ông nằm mộng thấy thần Chân Võ truyền dạy quyền pháp, sau khi trời sáng một người giết cả trăm giác vì thế mà kỹ thuật giao đấu võ thuật nổi tiếng ở đời.
Một thuyết bảo Trương Tam Phong quan sát hạc và rắn đánh nhau, hạc từ trên cây xà xuống đánh con rắn dài nằm khoanh tròn. Rắn dài đang tĩnh chợt động, tránh né có hướng do đó Trương hiểu rõ tính "lấy tĩnh chế động, lấy nhu khắc cương" là một đạo lý.
Vào Triều Nguyên, vua Huệ Tông (Thuận Đế), niên hiệu Nguyên Thống (năm 1333) ông thi đỗ Mậu Tài (Tú Tài ngày nay) và làm quan Linh ở Trung Sơn và Bắc Lăng. Về sau ông bỏ đường công danh để chu du thiên hạ.
Ông đã từng theo học võ và Phật giáo tại Tung Sơn Thiếu Lâm Tự khoảng 10 năm.
Vì nhận thấy võ thuật Thiếu Lâm Tự thuộc về cương quyền ngoại tráng, cho nên khi thành đạo sĩ tu luyện tại núi Võ Đang, ông đã khai sáng Võ Đang quyền pháp, với đặc tính nhu nhuyễn trong kỹ thuật, phối hợp với nội lực tĩnh luyện.
Theo mục "Phương Kỷ Truyện" trong Minh sử có chép "" Trương Toàn Nhất có tên thật là Trương Quân Bảo, đạo hiệu là Trương Tam Phong dung mạo khôi ngô, thân giống rùa, lưng giống hạc, tai to, tròn mắt, râu cứng như kích. Dù trời nóng hay lạnh, Trương Tam Phong thường mặc một bộ áo quần, đầu đội nón, mỗi ngày ăn hơn một đấu gạo, và đi hơn trăm dặm đường.
Ông cùng học trò đi chơi núi Võ Đang, vì thích phong cảnh nơi đây, ông đã lập ra Lều cỏ trên núi Võ Đang để tu luyện. Vua Minh Thái Tổ nghe tiếng vào năm Hồng Vũ thứ 14 tức năm 1382, có sai sứ đến tìm ông nhưng không gặp ".
Theo Hoàng Tông Hy, một học giả đời Thanh cho rằng Trương Tam Phong sống vào đời Bắc Tống (950-1275). Còn có thuyết cho rằng Trương Tam Phong sinh ngày 9 tháng 4 năm 1247, Triệu Nguyên, sống đến Triều Minh, thọ trên 200 tuổi. Theo Quốc Kỷ Luận Lược của Từ Triết Đông, những thuyết này không đáng tin cậy.

## Quá trình phát triển
Cũng như triết lý Lão Trang và Kinh Dịch được áp dụng dẫn đạo thực hành. Môn quyền nổi danh nhất của Võ Đang phái là "Thái cực quyền" được Trương Tam Phong sáng chế vào thế kỷ 14.
Theo sách "Thái cực quyền Luận" của Vương Tông Nhạc có ghi: "Những điều bàn luận trong sách này đều căn cứ vào tài liệu truyền dạy của Trương Tam Phong tiên sinh, để giúp hào kiệt trong thiên hạ, tăng thêm tuổi thọ, sống lâu, chớ không nghĩ đến chuyện dùng Thái cực quyền để làm phương tiện chiến đấu với kẻ địch".
Trên dòng sông lịch sử dài dặc và chầm chậm chảy, đưa núi Võ Đang làm nơi bắt nguồn cho phái Võ Đang, đời đời mật truyền công phu nội gia Võ Đang trong Đạo giáo, đồng thời tiến thêm một bước càng thêm phong phú và phát triển mạnh. Cuối đời Thanh, đầu thời Dân quốc, khi lão đạo sĩ Từ Bản Thiện nhận làm Tổng đạo Kim Sơn cuối cùng của núi Võ Đang thì công phu nội gia quyền đạt tới cực kỳ cao trào. Từ đạo tổng vốn giỏi "Cửu cung Bát quái chưởng", chuyên có "Thái cực kiếm", "Võ Đang quyền", "Huyền vũ côn" v.v...
Trải qua diễn biến mấy trăm năm, công phu nội gia của Võ Đang từ bài nhập môn sơ đẳng nhất, năm bài mười ba thế quyền dần dần phong phú lên như: Võ Đang đồng tử công, Huyền Võ côn, Tam hợp đao, Long môn thập tam thương v.v... Công phu Võ Đang được coi là một trong những đại môn phái của võ thuật truyền thống Trung Hoa, nếu xét về bề dày lịch sử cũng như kho tàng võ học thì chỉ sau võ thuật Thiếu Lâm mà thôi.

## Đặc trưng
Quyền Võ Đang là võ thuật giao đấu, lại dung hợp các giáo nghĩa của Đạo giáo như "lấy mềm yếu thắng cứng mạnh", "xử hiền giữ mềm mỏng"...
Xét từ công phu tập luyện đã quán thông các phương pháp tu luyện của Đạo giáo như ngưng thần chuyên ý, ý khí cung dụng v.v.. Quyền pháp, kiếm thuật Võ Đang về sau trở thành nội dung trọng yếu của giáo đồ đạo giáo tu hành theo tôn giáo, thể ngộ ý nghĩa của tôn giáo, đồng thời còn dùng để làm khỏe mạnh thân thể.
Đệ tử Võ Đang không bắt buộc phải ăn chay nhưng nếu không ăn chay thì sẽ không được tiếp nhận chức chưởng môn. Đệ tử Võ Đang đa số là nam giới.
Võ Đang còn có một môn quyền pháp rất nổi tiếng trong giới võ lâm Trung Hoa là Bát Quái chưởng, có người gọi nó là Bát Quái quyền, nhưng không nên lẫn lộn nó với Bát cực quyền của Bắc Thiếu Lâm.

## Nội dung của Võ Đang Nội gia quyền
Xem thêm chi tiết tại Nội gia quyền và Hình Ý Quyền (Lục Hợp Quyền)
Võ Đang phái, còn gọi là Võ Đang quyền sau này trong dân gian gọi là Nội gia quyền được mở rộng nội dung bao gồm các loại quyền thuật sau:
1. Võ Đang quyền nguyên thủy của Võ Đang, sau này tục gọi là Nội gia quyền ám chỉ tất cả các loại quyền pháp của Võ Đang sau luôn cả thời Trương Tam Phong chế tác - như được liệt kê trong phần dưới đây.
2. Võ Đang Hình Ý quyền không nên lẫn lộn với Hình Ý quyền hay Lục Hợp Quyền (còn gọi là Tâm ý bả) của Thiếu Lâm.
3. Tượng Hình Quyền, còn được gọi là Hình Ý Linh Thú quyền còn bị diễn dịch là Hình Ý quyền gây nhầm lẫn sau này.
4. Võ Đang Bát Quái chưởng
5. Thái Cực quyền do Trương Tam Phong sáng tác ra.
6. Thái Cực Khí công tục gọi là Thái Cực Thần công do Trương Tam Phong chế tác.
7. Thái cực bất tâm công